# The Coasters
The Coasters — выдающийся вокальный коллектив из Лос-Анджелеса, пик популярности которого пришёлся на вторую половину 1950-х годов; исполнители в стиле ду-воп. От конкурентов вроде The Platters и The Drifters эту группу отличал юмористический подход к выступлениям и текстам песен. В 1987 году The Coasters стали первым вокальным коллективом, удостоенным включения в Зал славы рок-н-ролла.
Название группы намекает на их происхождение с западного побережья США. The Coasters образовались в 1955 году из членов группы The Robins, которая ведёт отсчёт своей истории с 1949 года. Первым синглом была выпущена юмористическая «песня с сюжетом» Down in Mexico — прототип целого ряда хитов в подобной оптимистической тональности, предвещающая звучание Beach Boys и других сёрф-рокеров 1960 годов (песня вошла в саундтрек фильма Квентина Тарантино «Доказательство смерти»).
Наивысшего успеха The Coasters достигли после обновления состава и переезда в 1957 году в Нью-Йорк: написанный Лейбером и Столлером сингл «Yakety Yak» достиг первой строчки в Billboard Hot 100, а рискованный по тексту шлягер «Poison Ivy» породил множество кавер-версий (эту песню одной из первых записали The Rolling Stones). С началом британского вторжения популярность The Coasters сошла на нет.
Песни «Yakety Yak» и «Young Blood» в исполнении группы The Coasters входят в составленный Залом славы рок-н-ролла список 500 Songs That Shaped Rock and Roll.

### Студийные альбомы
- The Coasters (1957)
- The Coasters’ Greatest Hits (1959)
- The Coasters One by One (1960)
- Coast Along with The Coasters (1962)
- That Is Rock & Roll (1965)
- Their Greatest Recordings: The Early Years (1971)
- The Coasters on Broadway (1972)
- 16 Greatest Hits (1975)
- Young Blood (1982)

### Хит-синглы
| 03/1956 | «Down in Mexico» / «Turtle Dovin’»  | -  | -  | 8  |
| 09/1956 | «One Kiss Led to Another»           | 73 | -  | 11 |
| 05/1957 | «Young Blood» c/w                   | 8  |    | 1  |
| 05/1957 | «Searchin’»                         | 3  | 30 | 1  |
| 10/1957 | «Idol with the Golden Head»         | 64 | -  | -  |
| 05/1958 | «Yakety Yak»                        | 1  | 12 | 1  |
| 02/1959 | «Charlie Brown» / «Three Cool Cats» | 2  | 6  | 2  |
| 05/1959 | «Along Came Jones»                  | 9  | -  | 14 |
| 08/1959 | «Poison Ivy» / w                    | 7  | 15 | 1  |
| 08/1959 | «I’m a Hog for You»                 | 38 | -  | -  |
| 12/1959 | «Run Red Run»                       | 36 | -  | 29 |
| 12/1959 | «What About Us»                     | 47 | -  | 17 |
| 05/1960 | «Bésame Mucho»                      | 70 | -  | -  |
| 06/1960 | «Wake Me, Shake Me»                 | 51 | -  | 14 |
| 10/1960 | «Shoppin’ for Clothes»              | 83 | -  | -  |
| 02/1961 | «Wait a Minute»                     | 37 | -  | -  |
| 04/1961 | «Little Egypt (Ying-Yang)»          | 23 | -  | 16 |
| 08/1961 | «Girls Girls Girls (Part II)»       | 96 | -  | -  |
| 03/1964 | «T’ain’t Nothin’ to Me»             | 64 | -  | 20 |
| 12/1971 | «Love Potion Number Nine»           | 76 | -  | -  |
| 08/1994 | «Sorry But I’m Gonna Have to Pass»  | -  | 41 | -  |